# Arrondissement d'Ilfeld
L'arrondissement d'Ilfeld est de 1885 à 1932 un arrondissement du district de Hildesheim dans la province prussienne de Hanovre. Il se compose de deux parties géographiquement séparées, les anciens bureaux d'Elbingerode (de) et d'Hohnstein (de), l'arrondissement d'Hohnstein étant une exclave de la province de Hanovre. Sur une superficie de 273 km², l'arrondissement comprend 22 communes, 4 districts fonciers et 2 districts forestiers.

## Évolution démographique
| Années | Protestants | Catholiques | Autres chrétiens | Juifs | Total  |
| ------ | ----------- | ----------- | ---------------- | ----- | ------ |
| 1890   | 14 537      | 103         | 0                | sept  | 14 647 |
| 1900   | 15 641      | 181         | 0                | 0     | 15 827 |
| 1910   | 16 445      | 175         | 0                | 0     | 16 656 |
| 1925   | 16 771      | 255         | 15               | 6     | 17.141 |

## Histoire
L'arrondissement d'Ilfeld est formé à partir des anciens bureaux d'Elbingerode et d'Hohnstein en 1885 avec l'introduction de règlements d'arrondissement pour la province de Hanovre. La ville d'Ilfeld est désignée comme siège administratif. Le 1er octobre 1932, l'arrondissement est dissous et son territoire est attribué à la province de Saxe. Les communes de l'ancien bureau d'Elbingerode sont rattachées à l'arrondissement de Wernigerode (de) dans le district de Magdebourg et les communes de l'ancien bureau d'Hohnstein à l'arrondissement du comté d'Hohenstein (de) dans le district d'Erfurt. L'ancien bureau d'Hohnstein appartient aujourd'hui à la Thuringe, celui d'Elbingerode à la Saxe-Anhalt.

## Administrateurs de l'arrondissement
- 1885-1900 Bernhard von Fumetti (de)
- 1900-1917 Ludwig von Doetinchem de Rande le Jeune (de)
- 1919–1929 Gustav von Quadt-Wyckrath-Hüchtenbruck (de)
- 1930-1931 Hans Ritter (de)
- 1931,1932 Siegfried Middelhaufe

## Communes
Les communes de l'arrondissement d'Ilfeld et ce qu'elles sont devenues après la dissolution de l'arrondissement : 
| Commune                   | rattachée en 1932 à l'arrondissement |
| ------------------------- | ------------------------------------ |
| Appenrod                  | Comté d'Hohenstein (de)              |
| Bösenrode                 | Comté d'Hohenstein                   |
| Buchholz                  | Comté d'Hohenstein                   |
| Elbingerode               | Wernigerode (de)                     |
| Elend                     | Wernigerode                          |
| Harzungen                 | Comté d'Hohenstein                   |
| Hohnsteinische Forst      | Comté d'Hohenstein                   |
| Ilfeld                    | Comté d'Hohenstein                   |
| Königshof                 | Wernigerode                          |
| Krimderode                | Comté d'Hohenstein                   |
| Leimbach                  | Comté d'Hohenstein                   |
| Neustadt unterm Hohnstein | Comté d'Hohenstein                   |
| Niedersachswerfen         | Comté d'Hohenstein                   |
| Osterode                  | Comté d'Hohenstein                   |
| Petersdorf                | Comté d'Hohenstein                   |
| Königshütte               | Wernigerode                          |
| Rüdigsdorf                | Comté d'Hohenstein                   |
| Steigertal                | Comté d'Hohenstein                   |
| Sulzhayn                  | Comté d'Hohenstein                   |
| Urbach                    | Comté d'Hohenstein                   |
| Werna                     | Comté d'Hohenstein                   |
| Wiegersdorf               | Comté d'Hohenstein                   |